# Dozorowanie ogniowe
Dozorowanie ogniowe – strzelanie artyleryjskie ogniem szybkim (w przerwach między nawałami ogniowymi) lub ogniem ciągłym w celu zapewnienia ciągłości obezwładnienia przeciwnika.